# مجيد ميشيل
مجيد ميشيل (بالإنجليزية: Majid Michel)‏ هو ممثل غاني، ولد في 22 سبتمبر 1980 في غانا.

## وصلات خارجية
- مجيد ميشيل على موقع IMDb (الإنجليزية)